# Cafè-bar Cèntric
El Cafè-bar Cèntric és un establiment situat al carrer de les Ramellers, 27 del Raval de Barcelona, catalogat com a d'interès (categoria E2).

## Història
El bar va obrir-lo el 1941 la família Grau, tot i que anteriorment hi havia hagut l'Hostal Grau. El 2012 va ser reformat i va passar a ser conegut amb el nom Bar Cèntric-Canalla.

## Descripció
Situat als baixos de la dreta del portal d'accés, el local té dos amplis tancaments de factura moderna metàl·lics i de vidre que ocupen tot l'espai de l'obertura.
Aquest local, de petites dimensions, conserva una gran barra corba original de fusta motllurada i encadellada amb dos fragments de reposa peus de fusta i diversos tamborets. Un dels murs està recobert de plafons de fusta encadellada amb un gran mirall al centre. Conserva també un seient entapissat d'escai vermell, material que imita la pell, encaixat al mur i fet a mida. Alguns dels prestatges estan muntats en una paret revestida de gres; i d'altres, amb un gran mirall.